# Langteenrotslijster
De langteenrotslijster (Monticola explorator) is een zangvogel uit de familie Muscicapidae (Vliegenvangers).

## Verspreiding en leefgebied
Deze soort komt voor in zuidelijk Afrika en telt 2 ondersoorten:
- Monticola explorator explorator: oostelijk en zuidelijk Zuid-Afrika.
- Monticola explorator tenebriformis: van Lesotho tot zuidelijk Mozambique.